# Alfacar

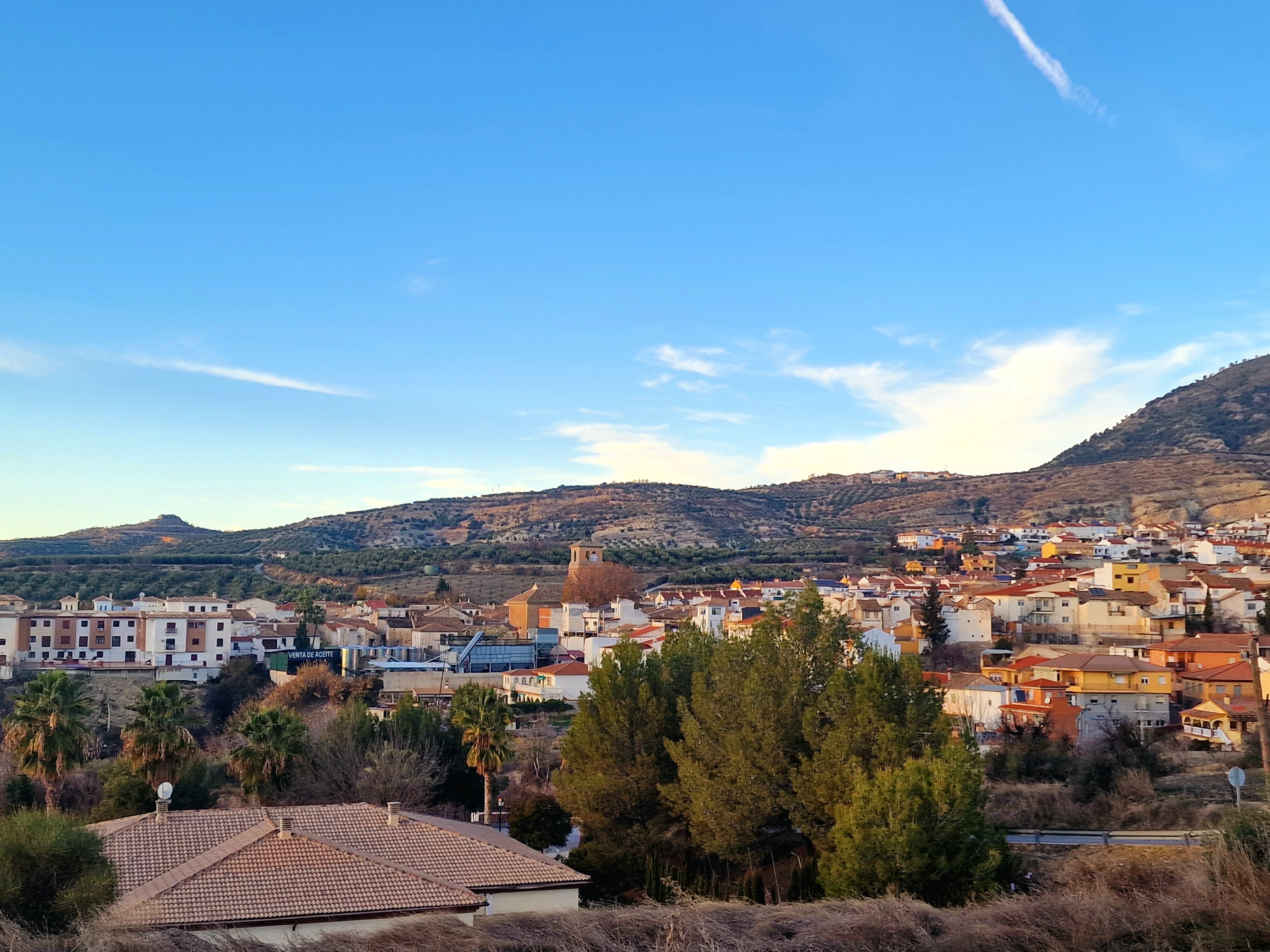
Vista de la localidad

Alfacar es una localidad y municipio español situado en la parte centro-norte de la comarca de la Vega de Granada, en la provincia de Granada, comunidad autónoma de Andalucía. Limita con los municipios de Víznar, Jun, Pulianas, Güevéjar, Nívar y Huétor Santillán. En su término nace el río Darro.
El municipio alfacareño es una de las treinta y cuatro entidades que componen el área metropolitana de Granada, y comprende los núcleos de población de Alfacar —capital municipal— y Fuente Grande.
La localidad es conocida por el prestigio de sus hornos de pan y toda la industria panificadora que de ello depende. Cuenta con más de medio centenar de panaderías, entre despachos y obradores. Desde 2006, el pan de Alfacar es un sello de protección IGP de la Unión Europea.
Cabe destacar que en el término de Alfacar murió el poeta Federico García Lorca, asesinado durante la guerra civil española. Aunque se cree que sus restos mortales yacen aún en el lugar donde fue ejecutado, no se ha podido establecer con certeza.

## Símbolos
Alfacar cuenta con un escudo y bandera adoptados oficialmente el 4 de agosto de 2006.

### Escudo
Su descripción heráldica es la siguiente:

Escudo medio partido y cortado. Primero, de gules (rojo), un castillo de oro (amarillo), almenado y mazonado de sable (negro), donjonado de tres donjones, y aclarado de azur (azul), surmontado de una pluma de oro. Segundo, de sinople (verde), un pan de oro. Tercero, de oro, un olivo de su color, acompañado de cuatro pinos de lo mismo, dos a cada lado, y los cinco sobre ondas de azur y plata (blanco). Al timbre, corona real española cerrada.

### Bandera
La enseña del municipio tiene la siguiente descripción:

Bandera rectangular de proporciones 2:3, formada por un paño de color verde con una banda blanca desde el ángulo superior del asta al inferior del batiente, de 1/6 de largo de la bandera. Brochante al centro el escudo municipal.

## Historia

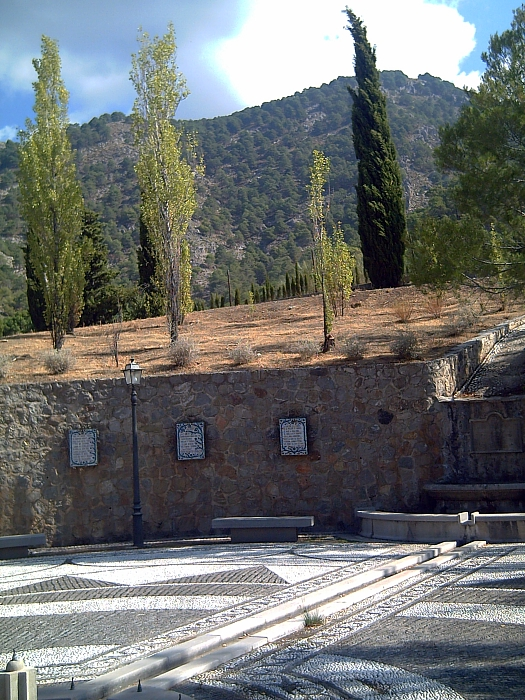
Parque Homenaje a Federico García Lorca, en Fuente Grande

El origen del municipio es eminentemente árabe. Concretamente, el término Alfacar está relacionado con la alfarería. Debido a su situación estratégica y al suministro de agua potable a la capital granadina, tuvo un importante papel en la rendición de Granada por parte de los musulmanes, ya que al verse sitiada la ciudad de la Alhambra y desabastecida del líquido elemento, hubo de rendirse Alfacar días antes que la capital en las Capitulaciones firmadas el 22 de diciembre de 1491.

## Geografía

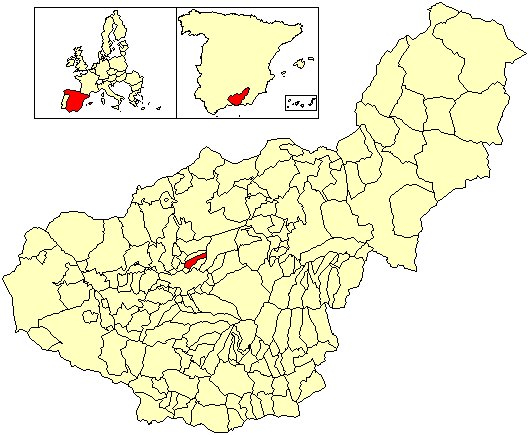
Extensión del municipio en la provincia de Granada

### Situación
Integrado en la comarca de la Vega de Granada, se encuentra situado a 15 kilómetros de la capital provincial, entre 915 y 1200 m de altitud, en la ladera suroccidental de la sierra de la Alfaguara. El término municipal está atravesado por la autovía A-92, que conecta las ciudades de Málaga y Sevilla con Granada, Almería y Murcia.
| Noroeste: Nívar            | Norte: Nívar | Nordeste: Nívar                 |
| Oeste: Güevéjar y Pulianas |              | Este: Huétor Santillán y Víznar |
| Suroeste: Jun              | Sur: Víznar  | Sureste: Víznar                 |

## Demografía

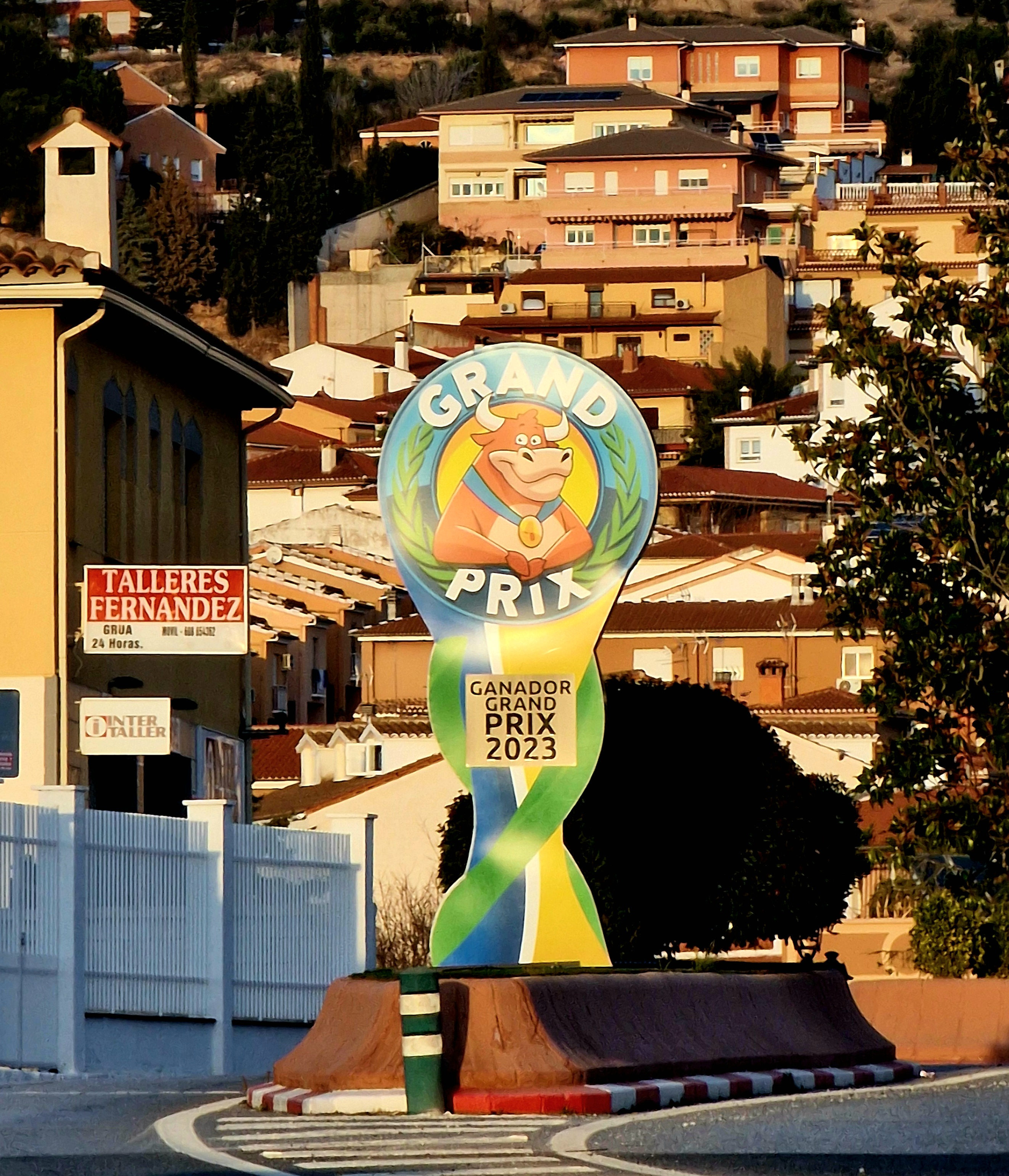
Monumento como localidad ganadora del Grand Prix 2023, situado en la carretera de Granada

Cuenta con una población de 5784 habitantes (INE 2024), que se distribuyen de la siguiente manera:
| Unidad poblacional | Hab. |
| ------------------ | ---- |
| Alfacar            | 2875 |
| Fuente Grande      | 2813 |
| TOTAL              | 5688 |

### Evolución de la población
| Gráfica de evolución demográfica de Alfacar entre 1842 y 2021                                                       |
| |
| Población de derecho según los censos de población del INE Población de hecho según los censos de población del INE |

La cercanía a la capital granadina ha propiciado convertirse en una zona eminentemente residencial, con una economía de servicios basada en la construcción, industria panadera y, de modo residual, la agricultura.

## Economía

### Evolución de la deuda viva municipal
El concepto de deuda viva contempla sólo las deudas con cajas y bancos relativas a créditos financieros, valores de renta fija y préstamos o créditos transferidos a terceros, excluyéndose, por tanto, la deuda comercial.
| Gráfica de evolución de la deuda viva del Ayuntamiento de Alfacar entre 2008 y 2023                |
| |
| Deuda viva del Ayuntamiento de Alfacar, en miles de euros, según datos del Ministerio de Hacienda. |

## Administración y política

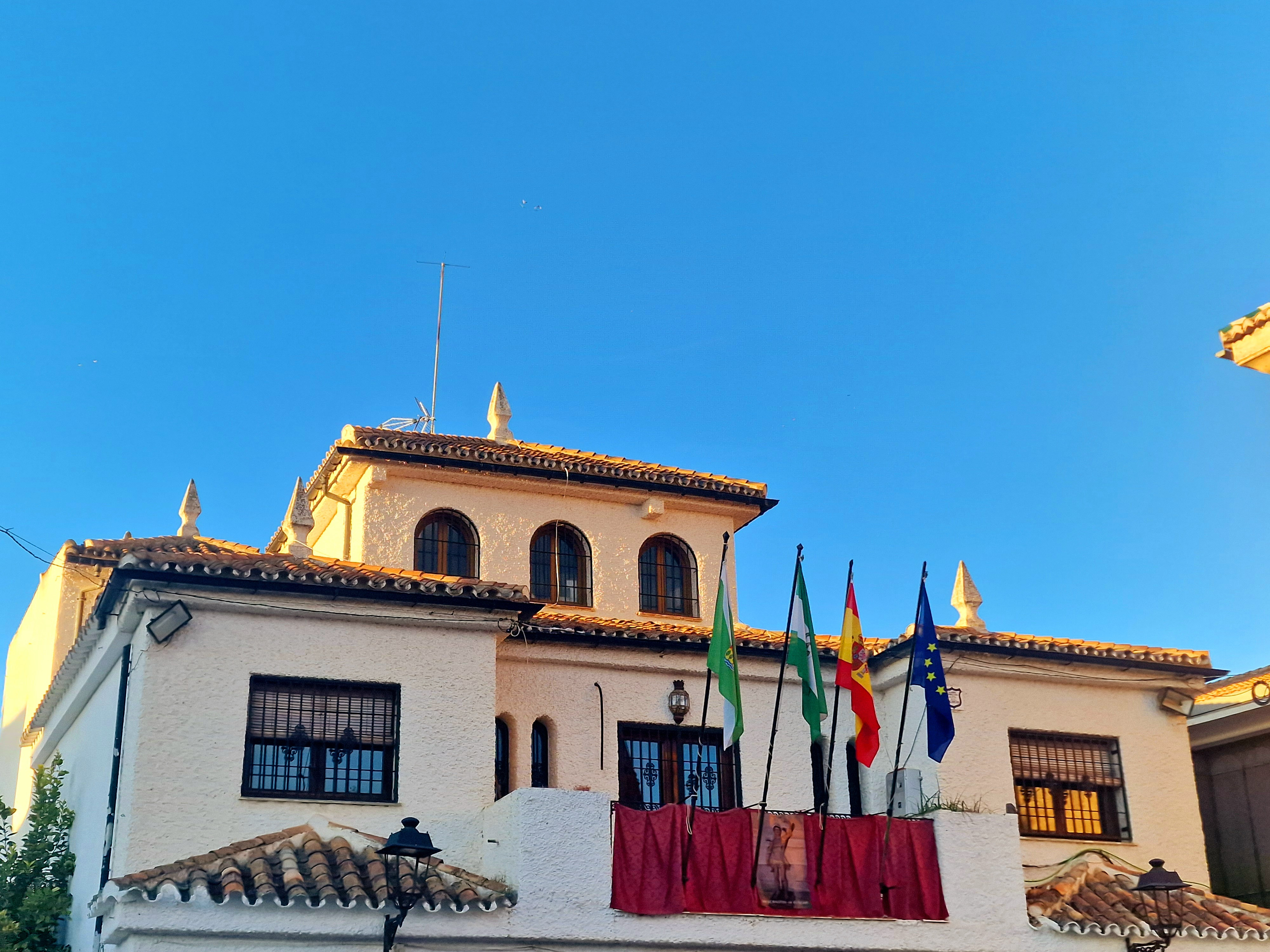
Ayuntamiento de Alfacar

Los resultados en Alfacar de las últimas elecciones municipales, celebradas en mayo de 2023, son:
| Elecciones Municipales - Alfacar (2023) | Elecciones Municipales - Alfacar (2023)       | Elecciones Municipales - Alfacar (2023) | Elecciones Municipales - Alfacar (2023) | Elecciones Municipales - Alfacar (2023) |
| Partido político                        | Partido político                              | Votos                                   | Votos                                   | Concejales                              |
| --------------------------------------- | --------------------------------------------- | --------------------------------------- | --------------------------------------- | --------------------------------------- |
|                                         | Partido Socialista Obrero Español (PSOE)      | 1768                                    | 65,28 %                                 | 9                                       |
|                                         | Partido Popular (PP)                          | 616                                     | 22,74 %                                 | 3                                       |
|                                         | Izquierda Unida Para la Gente (PARA LA GENTE) | 205                                     | 7,57 %                                  | 1                                       |
|                                         | Vox (VOX)                                     | 96                                      | 3,54 %                                  | 0                                       |

### Alcaldes
| Legislatura | Nombre                                                                     | Grupo |
| ----------- | -------------------------------------------------------------------------- | ----- |
| 1979-1983   | Manuel Caballero Leyva (1979-1981) Francisco Vílchez Fernández (1981-1983) | UCD   |
| 1983-1987   | Carmen Vélez Marín                                                         | PSOE  |
| 1987-1991   | Fernando García Moreno                                                     | AP    |
| 1991-1995   | Juan Caballero Leyva                                                       | PSOE  |
| 1995-1999   | Juan Caballero Leyva                                                       | PSOE  |
| 1999-2003   | Juan Caballero Leyva                                                       | PSOE  |
| 2003-2007   | Juan Caballero Leyva                                                       | PSOE  |
| 2007-2011   | María de Fátima Gómez Abad                                                 | PSOE  |
| 2011-2015   | María José Pino Muñoz (2011-2014) Inmaculada López Torices (2014-2015)     | PP    |
| 2015-2019   | María de Fátima Gómez Abad                                                 | PSOE  |
| 2019-2023   | María de Fátima Gómez Abad                                                 | PSOE  |
| 2023-act.   | María de Fátima Gómez Abad                                                 | PSOE  |

## Comunicaciones

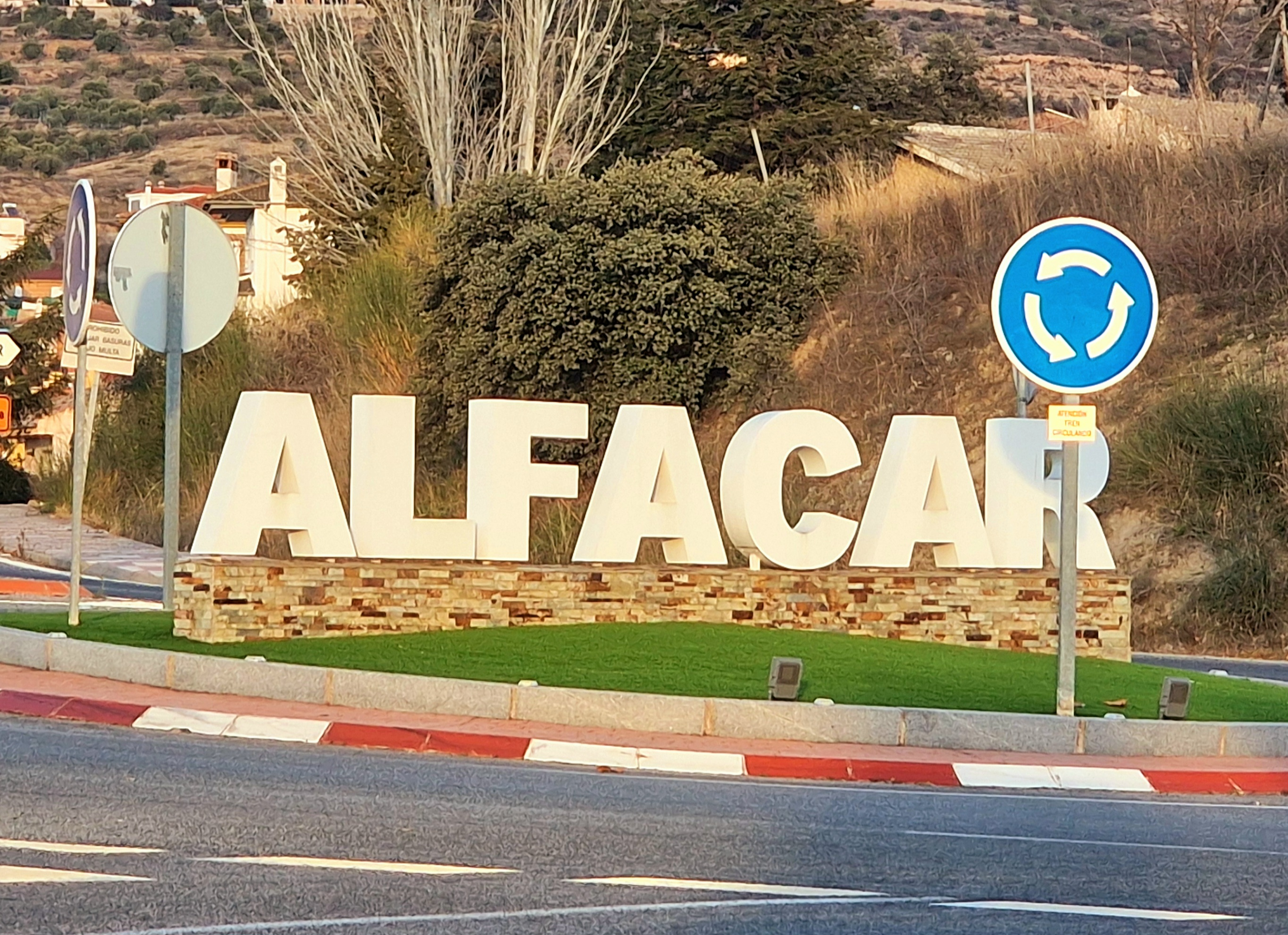
Entrada de la localidad por la carretera GR-3103

### Carreteras
Las principales vías de comunicación que transcurren por el municipio son:
| Identificador | Denominación                      | Itinerario                     |
| ------------- | --------------------------------- | ------------------------------ |
| A-92          | Autovía A-92                      | Sevilla - Almería              |
| GR-3101       | De GR-3424 a A-4002 (Puerto Lobo) | Nívar - Puerto Lobo            |
| GR-3103       | De Granada a Alfacar              | Granada - Campamento Alfaguara |

Algunas distancias entre Alfacar y otras ciudades:
| Ciudades         | Distancia (km) |
| ---------------- | -------------- |
| Granada (centro) | 15             |
| Jaén             | 91             |
| Almería          | 150            |
| Murcia           | 271            |

## Servicios públicos

### Sanidad
El municipio cuenta un centro de salud de atención primaria y urgencias situado en la avenida Federico García Lorca s/n, dependiente del distrito sanitario Metropolitano de Granada. El área hospitalaria de referencia es el Hospital Ruiz de Alda de Granada capital.

### Educación
Los centros educativos que hay en el municipio son:
| Denominación genérica                    | Nombre del centro | Naturaleza | Dirección                         |
| ---------------------------------------- | ----------------- | ---------- | --------------------------------- |
| Centro de educación infantil             | CEI Alborada      | Público    | C/ Ángel de la Higuera López, s/n |
| Colegio de educación infantil y primaria | CEIP Alfaguarilla | Público    | C/ Álamos, 21. Fuente Grande      |
| Colegio de educación infantil y primaria | CEIP Las Encinas  | Público    | Urb. Las Encinas, s/n             |
| Escuela municipal de música              | EMM Alfacar       | Público    | Pl. Iglesia, 1                    |
| Instituto de educación secundaria        | IES Al-Fakar      | Público    | Av. Federico García Lorca, s/n    |

## Hermanamientos
- Fuente Vaqueros, España
- Valencia de Alcántara, España